# Lahulus babaulti
Lahulus babaulti är en insektsart som beskrevs av Navás 1930. Lahulus babaulti ingår i släktet Lahulus och familjen vattenrovsländor. Inga underarter finns listade i Catalogue of Life.